# Bad Saarow
Bad Saarow is een gemeente in de Duitse deelstaat Brandenburg, en maakt deel uit van de Landkreis Oder-Spree.
Bad Saarow telt 6.069 inwoners.
In Bad Saarow is het Scharwenka Kulturforum gevestigd, een cultureel centrum, archief en museum dat zich wijdt aan het werk en leven van de componisten Xaver en Philipp Scharwenka.

## Demografie
- Ontwikkeling van de bevolking sinds 1875 binnen de huidige grenzen (blauwe lijn: Bevolking; stippellijn: Vergelijking van de ontwikkeling van de bevolking van de deelstaat Brandenburg, Grijze achtergrond: tijdens de nazi-regering, Rode achtergrond: tijdens de communistische regering)

| Jaar | Inwoners |
| ---- | -------- |
| 1875 | 1 253    |
| 1890 | 1 251    |
| 1910 | 1 426    |
| 1925 | 2 146    |
| 1933 | 2 335    |
| 1939 | 3 537    |
| 1946 | 3 577    |
| 1950 | 3 936    |
| 1964 | 4 125    |
| 1971 | 4 370    |

| Jaar | Inwoners |
| ---- | -------- |
| 1981 | 4 465    |
| 1985 | 4 552    |
| 1989 | 4 633    |
| 1990 | 4 657    |
| 1991 | 4 613    |
| 1992 | 4 597    |
| 1993 | 4 650    |
| 1994 | 4 663    |
| 1995 | 4 622    |
| 1996 | 4 645    |

| Jaar | Inwoners |
| ---- | -------- |
| 1997 | 4 654    |
| 1998 | 4 653    |
| 1999 | 4 693    |
| 2000 | 4 672    |
| 2001 | 4 660    |
| 2002 | 4 594    |
| 2003 | 4 595    |
| 2004 | 4 730    |
| 2005 | 4 793    |
| 2006 | 4 758    |

| Jaar | Inwoners |
| ---- | -------- |
| 2007 | 4 842    |
| 2008 | 4 828    |
| 2009 | 4 791    |
| 2010 | 4 867    |
| 2011 | 4 929    |
| 2012 | 5 001    |
| 2013 | 5 006    |

Bad Saarow ·
Beeskow ·
Berkenbrück ·
Briesen (Mark) ·
Brieskow-Finkenheerd ·
Diensdorf-Radlow ·
Eisenhüttenstadt ·
Erkner ·
Friedland ·
Fürstenwalde/Spree ·
Gosen-Neu Zittau ·
Groß Lindow ·
Grünheide ·
Grunow-Dammendorf ·
Jacobsdorf ·
Langewahl ·
Lawitz ·
Mixdorf ·
Müllrose ·
Neißemünde ·
Neuzelle ·
Ragow-Merz ·
Rauen ·
Reichenwalde ·
Rietz-Neuendorf ·
Schlaubetal ·
Schöneiche bei Berlin ·
Siehdichum ·
Spreenhagen ·
Steinhöfel ·
Storkow ·
Tauche ·
Vogelsang ·
Wendisch Rietz ·
Wiesenau ·
Woltersdorf ·
Ziltendorf